# Roberto Cocco
Roberto Cocco (16 de mayo de 1977, Turín), es un luchador de artes marciales mixtas italiano. Experto en Muay Thai kickboxer y boxeo. 

## Títulos
- 2001 I.S.K.A. Kick boxing World Champion vs Carlos Heredia (España).
- 2002 W.P.K.C. Muay Thai Intercontinental Champion vs Stephan Mbia.
- 2002 U.W.K.F. Kick boxing World champion Isaul Soares (Brasil).
- 2003 I.S.K.A. Muay Thai World Champion vs Viorel Bondok.
- 2003 W.K.N. Muay Thai World Champion vs Carlos Heredia (España).
- 2005 W.A.K.O. Pro Kick boxing World champion vs Roberto Castro (Brazil).